# Runan, Côtes-d'Armor
Runan (tiếng Breton: Runan) là một xã của tỉnh Côtes-d'Armor, thuộc vùng Bretagne, tây bắc Pháp.